# Joseph Hong
Joseph Hong (* 22. Januar 1972 in Hamburg) ist ein deutscher Tischtennisspieler. Seine aktive Zeit als Leistungssportler liegt in den 1980er und 1990er Jahren. Bei den Deutschen Meisterschaften 1995 erreichte er das Endspiel im Doppel.

## Werdegang
Joseph Hong ist der Sohn chinesischer Eltern. Früh begann er mit dem Tischtennissport, im Alter von 8 Jahren wurde er vom mehrmaligen Weltmeister Liang Geliang trainiert. 1986 wurde er deutscher Schülermeister im Einzel und im Doppel mit Jan Krützfeld. Im gleichen Jahr nahm er erstmals an den Jugend-Europameisterschaften teil. 1989 wurde er zusammen mit Torben Wosik Jugend-Europameister im Doppel.
Mit dem Verein VfB Lübeck siegte er 1994 im ETTU Cup. Bei der Deutschen Meisterschaft 1995 der Erwachsenen wurde er Zweiter im Doppel mit Jürgen Hegenbarth.
Nach dem Ende seiner Laufbahn als Leistungssportler wurde er Versicherungskaufmann. Seit 2014 ist er selbständiger Versicherungsmakler in München.